# K League 1988
Die Korea Professional Football League 1988 war die sechste Spielzeit der höchsten südkoreanischen Fußballliga. Die Liga bestand aus fünf Vereinen, die alle Profimannschaften waren. Sie spielten jeweils sechsmal gegeneinander. Die Saison begann am 26. März und endete am 12. November 1988.

## Teilnehmende Mannschaften
folgende Mannschaften nahmen an der Korea Professional Football League 1988 teil:
| Verein                 | Stadt/Region               | Gründungsjahr | Heimspielstätte                                                       | Vorjahresplatzierung |
| ---------------------- | -------------------------- | ------------- | --------------------------------------------------------------------- | -------------------- |
| Yukong Elephants       | Incheon, Gyeonggi-do       | 1982          | Incheon-Sungeui-Stadion Suwon-Stadion Anyang-Stadion                  | 3. Platz             |
| POSCO Atoms            | Daegu, Gyeongsangbuk-do    | 1973          | Pohang-Stadion                                                        | Vizemeister          |
| Daewoo Royals          | Busan, Gyeongnam           | 1979          | Busan-Gudeok-Stadion Masan-Stadion                                    | Meister              |
| Lucky-Goldstar Hwangso | Daejeon, Chungcheongnam-do | 1983          | Daejeon-Hanbat-Sports-Komplex Cheongju-Stadion Cheonan-Oryong-Stadion | 5. Platz             |
| Hyundai Horang-i       | Gangneung, Gangwon-do      | 1983          | Gangneung-Stadion Chuncheon-Stadion Samcheok-Stadion Wonju-Stadion    | 4. Platz             |

## Abschlusstabelle
| Pl. | Verein                 | Sp. | S  | U  | N  | Tore    | Diff. | Punkte |
| --- | ---------------------- | --- | -- | -- | -- | ------- | ----- | ------ |
| 1.  | POSCO Atoms            | 24  | 9  | 9  | 6  | 028:250 | +3    | 27:21  |
| 2.  | Hyundai Horang-i       | 24  | 10 | 5  | 9  | 030:250 | +5    | 25:23  |
| 3.  | Yukong Elephants       | 24  | 8  | 8  | 8  | 025:240 | +1    | 24:24  |
| 4.  | Lucky-Goldstar Hwangso | 24  | 6  | 11 | 7  | 022:290 | −7    | 23:25  |
| 5.  | Daewoo Royals (M)      | 24  | 8  | 5  | 11 | 028:300 | −2    | 21:27  |

| (M) | Amtierender Meister: Daewoo Royals |